# Fred Whipple

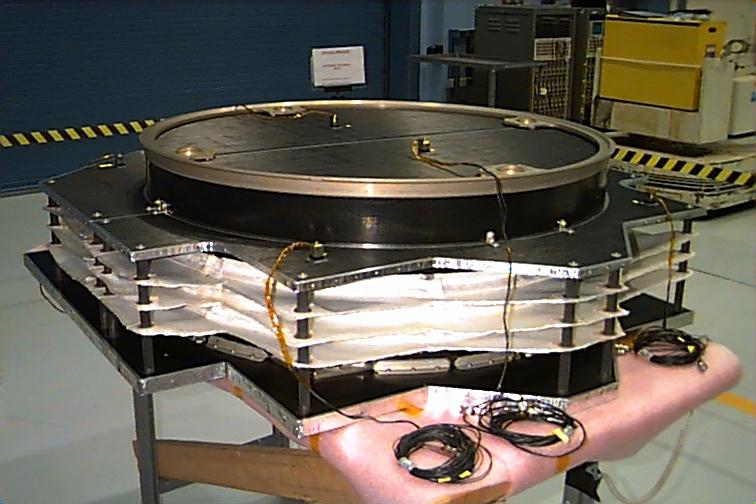
Whippleskölden består av flera lager med tunna metallplattor med luft eller plast emellan. När ett fragment träffar en rymdfarkost i hög fart så krossas det när yttersta lagret i skölden penetreras. Anslagsenergin sprids sedan ut och blir mindre koncentrerad på de underliggande lagren. Whippleskölden sparar mycket vikt jämfört med en massiv skyddsplåt som måste göras mycket tjock för att stoppa fragment som färdas i mer än 11 km/s.

Fred Lawrence Whipple, född 5 november 1906 i Red Oak i Iowa, död 30 augusti 2004 i Cambridge i Massachusetts, var en amerikansk astronom. Whipple var professor vid Harvard i USA och chef för Smithsonian Astrophysical Observatory åren 1955 - 1973.
Hans främsta insats var när han 1951 introducerade den smutsiga snöbollsmodellen för kometkärnor. När solen hettar upp ena sidan av kometen, sprids värmen till den underliggande snön, som omvandlas direkt till gas (sublimerar). Detta ger upphov till en reaktionskraft längs kometbanan, som antingen ökar eller minskar kärnans hastighet beroende på dess rotationsriktning.
Han gjorde även beräkningsmodeller för satellitbanor och konstruerade en skyddssköld för satelliter, den så kallade Whipple shield.
Han upptäckte 6 kometer, bland annat den periodiska kometen 36P/Whipple och asteroiden 1252 Celestia.
Asteroiden 1940 Whipple är uppkallad efter honom.